# مورموری
مورموری یکی از شهرهای استان ایلام در غرب ایران است. این شهر در بخش کلات مورموری شهرستان آبدانان قرار دارد.
بر پایه سرشماری عمومی نفوس و مسکن ۱۳۹۵ این شهر ۴۶۴۱ نفر جمعیت داشته‌است. و از نظر کشاورزی و جاذبه‌های طبیعی از قطب‌های گردشگری استان و شهرستان آبدانان به‌شمار می‌رود.
این شهر دارای آب و هوایی نیمه خشک با متوسط بارندگی ۳۵۰ میلی‌متر در سال می‌باشد. نزدیکی به خطوط ریلی و هوایی استان ایلام و وجود منابع گاز، نفت، گوگرد و آب دریاچه سد کرخه را می‌توان به عنوان قابلیت‌های بالقوه برای توسعه این شهر دانست. از جمله جاذبه‌های مورموری می‌توان به مقبره باستانی سنگ سیلا در یک کیلومتری این شهر و قلعه باستانی لرغه و قلعه پنج برار و  شهر باستانی جانستان مورموری در ۵ کیلومتری این شهر اشاره کرد، شهرداری در این شهر در سال ۱۳۸۴ تأسیس گردید.

## مردم
این از  قوم لر هستند و به زبان لری صحبت میکنند.

## فرهنگ، آداب و رسوم و آثار مهم فرهنگی و تاریخی
مردم مورموری بسیار مهمانواز و خونگرم هستند و از فرهنگ غنی لر نشین برخوردار هستند و همواره بر آداب و رسوم خود پایبند هستند
از جمله غذاها و شیرینی‌های محلی مورموری می‌توان به ترخینه دوغ، شیرینی برساق
، نان‌های محلی و چزنک اشاره کرد،
از رسم مردم این دیار می‌توان به دید و بازدیدهای اعیاد و ایام نوروز اشاره کرد، جشن‌ها در شهر مورموری همانند جشن‌های لرنشینان برگزار می‌شود و در آن از موسیقی، ساز و رقص محلی استفاده می‌شود.  ۱۹ نفر از اهالی مورموری در طول هشت سال جنگ ایران و عراق کشته شدند.
آثار تاریخی مورموری، دروزاه تمدن ایلام
مورموری که به عنوان دروازه تمدن ایلام و ایران زمین شناخته می‌شود، دارای بیش از ۵۰ آثار مهم تاریخی، فرهنگی، مذهبی، گردشگری و ملی است که از جمله آثار طبیعی می‌تواند به: کاسه ماس مورموری، طبیعت بکر اطراف مورموری، پارک‌های گردشگری و رودها و چشمه‌ها اشاره کرد.
و از جمله آثار ارزشمند تاریخی مورموری می‌توان به قلعه باستانی پنج برار، گور دخمه سنگ سیلا، تپه‌های تاریخی تپه حمام، چهار طاقی‌های مولاب مورموری و سنگ نبشته‌های عهد باستان اشاره کرد. همچنین مورموری دارای مکان‌های فرهنگی و مذهبی مانند؛ امامزادگان سید یوسف و سید حبیب (علیه السلام)، مساجد و کتابخانه دکتر حسابی مورموری و … اشاره داشت.

## جمعیت
بر پایه سرشماری عمومی نفوس و مسکن در سال ۱۳۹۵ جمعیت این شهر ۴۶۴۱ نفر (۱٬۰۶۰خانوار) بوده‌است.
جمعیت بخش کلات مورموری و شهر مورموری را اغلب مردمان لر با گویش بالاگریوه ای تشکیل می‌دهند، مردم و اقوام مورموری اغلب از ایل زینی وند  ،ایل دیناروند و ایل کاید خورده تشکیل شده‌است. از جمله طایفه‌های محلی مورموری عبارتند از: طایفه سیرو، فرضالی، لته، بنریزی، چراغ، اورایم، برایم و…
مورموری که مرکز بخش کلات مورموری است از جمله قطب‌های کشاورزی استان ایلام به‌شمار می‌رود.